# Rudnia (Ermland-Mazurië)
Rudnia (Duits: Rohden) is een dorp in de Poolse woiwodschap Ermland-Mazurië. De plaats maakt deel uit van de gemeente Zalewo.